# Arandas (kommun)
Arandas är en kommun i Mexiko.   Den ligger i delstaten Jalisco, i den centrala delen av landet, 400 km väster om huvudstaden Mexico City.
Följande samhällen finns i Arandas:
- Arandas
- Santiaguito
- Rinconada de los Vázquez Fraccionamiento
- El Tule
- Santa María del Nopal
- La Gloria
- Llano Grande
- Bajío de Ratones
- El Nacimiento de Abajo
- San Francisco
- Bajío Seco
- La Cieneguita
- Rosas Azules
- La Granjena
- La Loma del Nopal
- Yerbabuena
- Tierra Roja Fraccionamiento
- La Loma de los Rizo
- La Vaquera
- Potrerillos
- Rancho Seco
- Piedra Amarilla
- La Rosa de Castilla
- El Laurel
- La Rana
- La Ceja de la Capilla
- Agua Nueva
- Laguna de Piedra
- El Ojo de Agua
- El Zapote